# Sergej Konstantinovič Tumanskij
Sergej Konstantinovič Tumanskij, in russo Сергей Константинович Туманский? e traslitterato anche come Sergej Konstantinovich Tumansky (Minsk, 21 maggio 1901, 8 maggio del calendario giuliano – Mosca, 9 settembre 1973), è stato un ingegnere sovietico.

## Biografia
Sergej Konstantinovič Tumanskij nacque, assieme a molti fratelli, da Konstantin Nikolaevič Tumanskij, un nobiluomo della città di Minsk, nell'Impero russo, e da Ekaterina Alekseevna Ščelkinova, di ceto borghese. Si spostò molto, assieme alla famiglia, ed imparò il francese, la lingua principale della nobiltà russa.

## Motori
| Nome      | Tipo                                                                       | Velivoli utilizzatori                                                                       | Anno di impostazione |
| --------- | -------------------------------------------------------------------------- | ------------------------------------------------------------------------------------------- | -------------------- |
| M-75      | radiale (prototipo sviluppo del Gnome-Rhône 9K Mistral)                    |                                                                                             |                      |
| M-76      | radiale (prototipo sviluppo del 9K Mistral)                                |                                                                                             |                      |
| M-87      |                                                                            |                                                                                             |                      |
| M-88      |                                                                            |                                                                                             |                      |
| M-89      |                                                                            |                                                                                             |                      |
| AM-5 RD-5 | turbogetto                                                                 |                                                                                             | 1951                 |
| AM-9 RD-9 | turbogetto assiale monoalbero                                              | Yakovlev Yak-25, Yakovlev Yak-26, Yakovlev Yak-27, Yakovlev Yak-28, Mikoyan-Gurevich MiG-19 | 1955                 |
| RD-10     | turbogetto assiale monoalbero (copia senza licenza dello Junkers Jumo 004) |                                                                                             |                      |
| R-11      | turbogetto assiale                                                         | Yakovlev Yak-28, Yakovlev Yak-129, Mikoyan-Gurevich MiG-21, Sukhoi Su-15                    | 1959?                |
| R-13      | turbogetto                                                                 |                                                                                             | 1967                 |
| R-15      | turbogetto assiale                                                         | Mikoyan-Gurevich Ye-150, Ye-151, Ye-152, Ye-152M, Mikoyan-Gurevich MiG-25                   | 1958                 |
| R-25      | turbogetto assiale                                                         | Mikoyan-Gurevich MiG-21, Sukhoi Su-15                                                       |                      |
| R-27      | turbogetto assiale bialbero                                                |                                                                                             | 1963                 |
| R-29      | turbogetto assiale bialbero                                                |                                                                                             | 1973                 |
| R-31      | turbogetto assiale monoalbero                                              |                                                                                             |                      |
| R-33      | turboventola                                                               |                                                                                             | 1985                 |
| R-35      |                                                                            |                                                                                             | 1974                 |
| R-37      |                                                                            |                                                                                             | 1958?                |